# Cắm trại

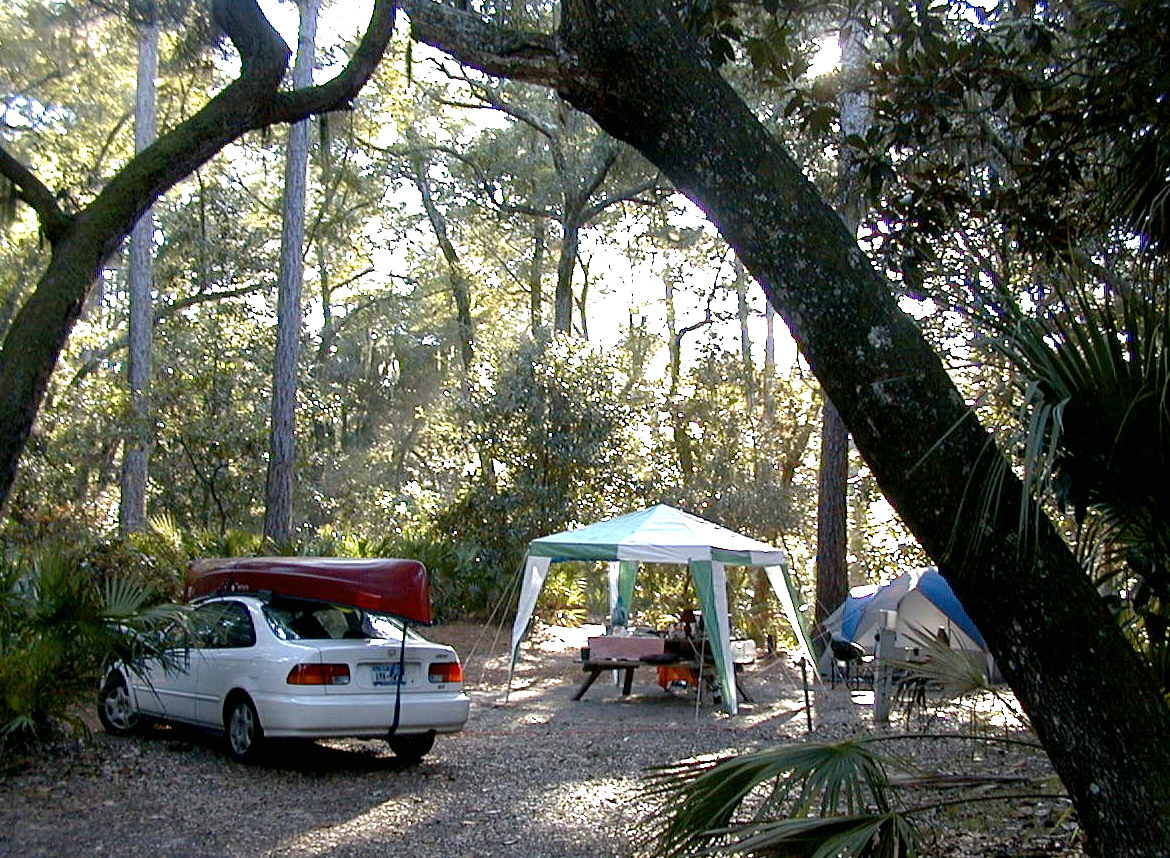
"Cắm trại bằng xe" là cắm trại trong lều nhưng xe đậu gần đó để làm phương tiện đi lại mua đồ dự trữ.

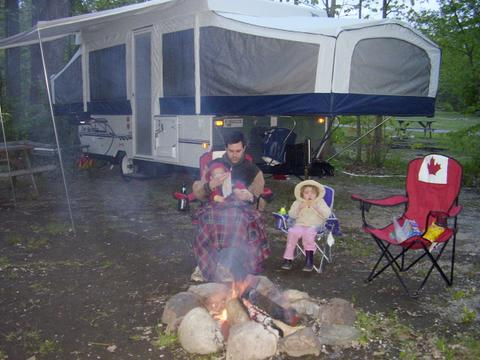
Cấm trại bằng toa xe kéo (trailer camping) tạo sự tiện lợi vì có thể kéo đi dễ dàng.

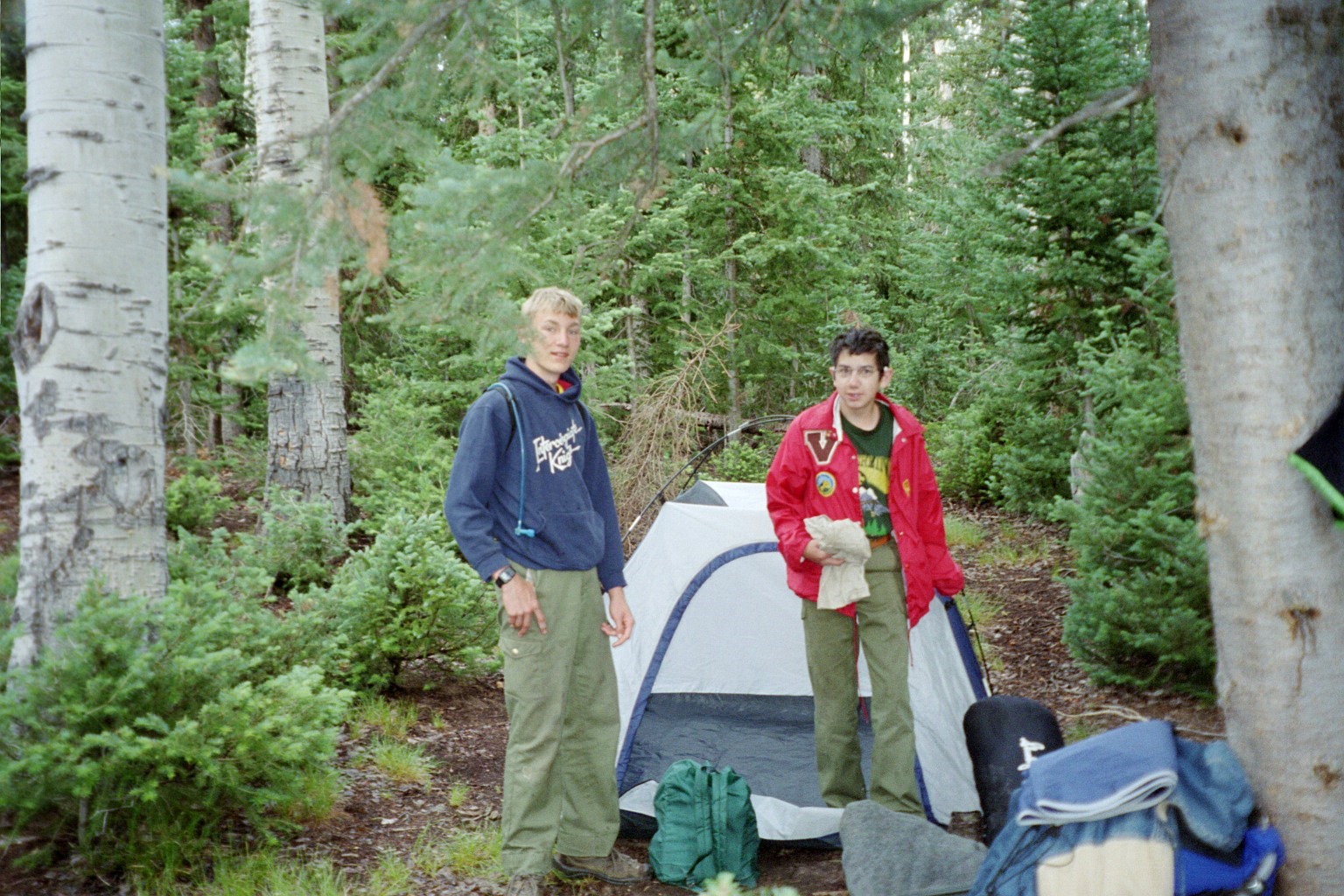
Kha sinh Hướng đạo của Hội Nam Hướng đạo Mỹ đang cắm trại bằng lều.

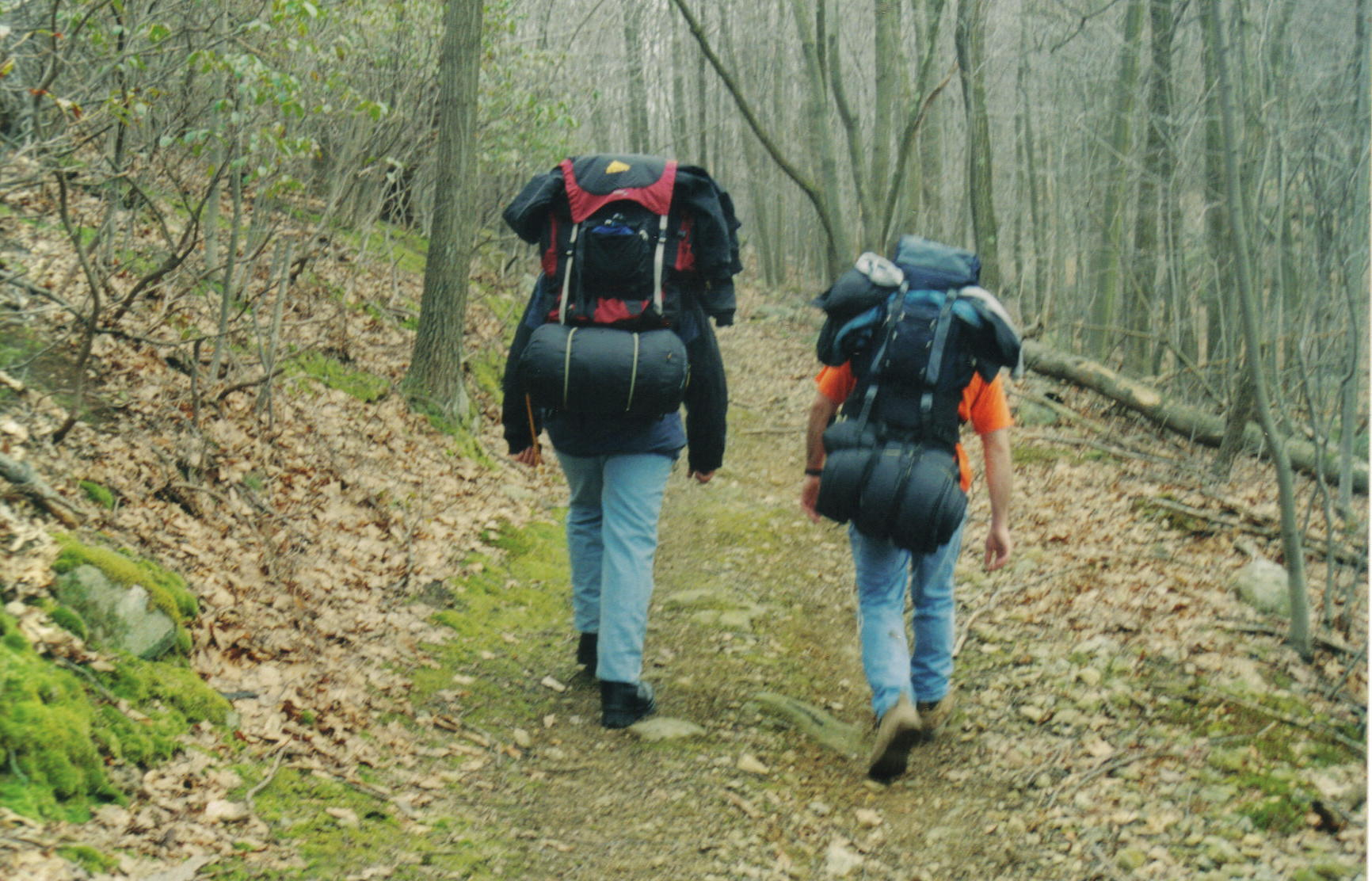
Người cắm trại với trang bị trên lưng đang đi bộ xuyên qua Lâm viên Tiểu bang Bear Mountain, New York, Hoa Kỳ.

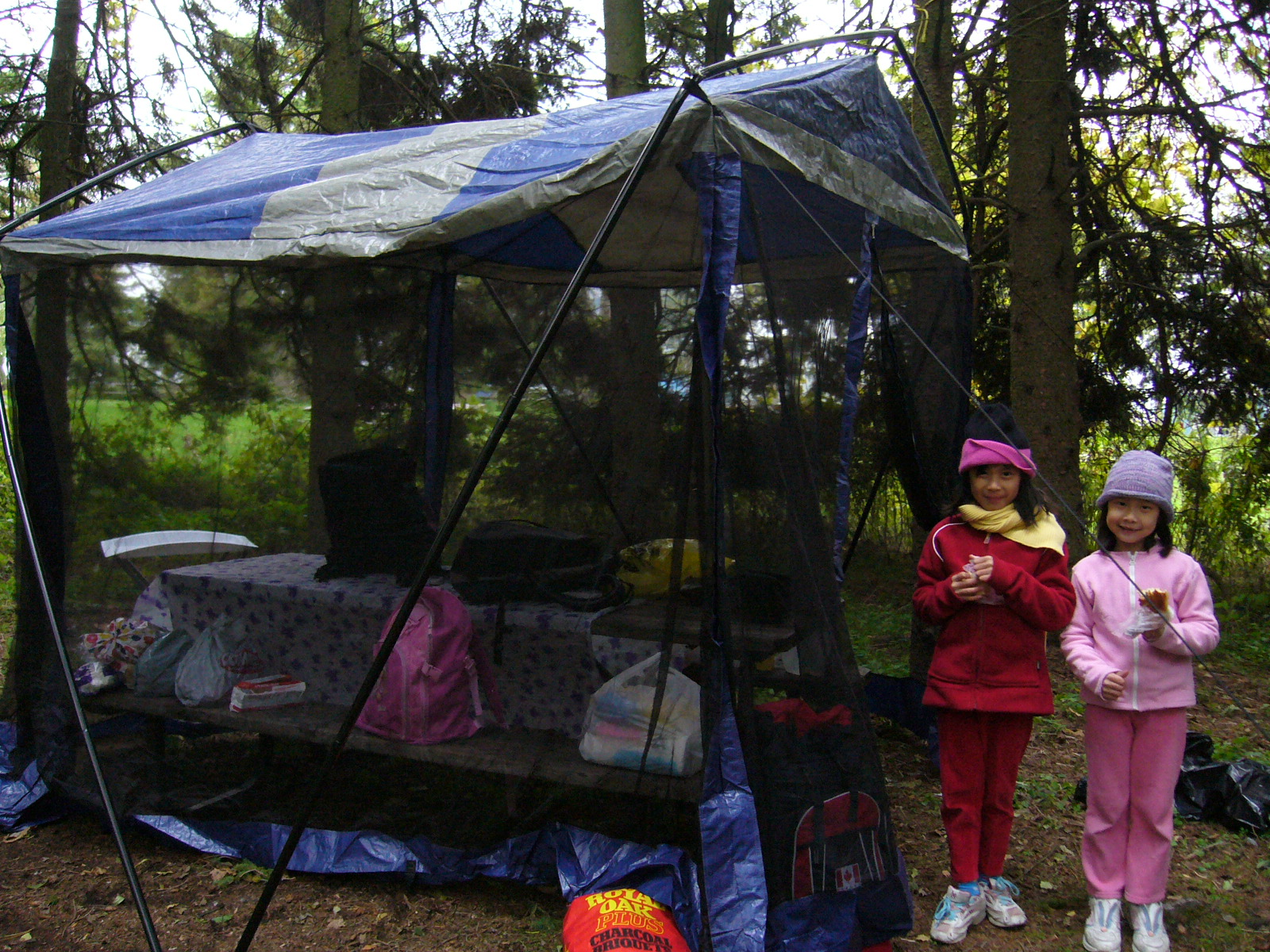
Những người cắm trại có thể dùng lều màn để tạo chỗ ở tránh côn trùng.

Cắm trại là một hoạt động vui chơi giải trí ngoài trời mà trong đó những người tham gia được gọi là những người cắm trại muốn tránh xa nền văn minh và thưởng thức tự nhiên trong lúc trải qua một hoặc hai đêm ở một khu cắm trại. Cắm trại có thể bao gồm việc sử dụng một lều, một cấu trúc đơn sơ hoặc không có chỗ trú thân gì cả.
Cắm trại như một hoạt động giải trí đã trở thành phổ biến trong đầu thế kỷ 20. Những người cắm trại thường tới lui các công viên quốc gia, những nơi khác thuộc sở hữu công cộng, và những khu đất cắm trại tư.

## Định nghĩa

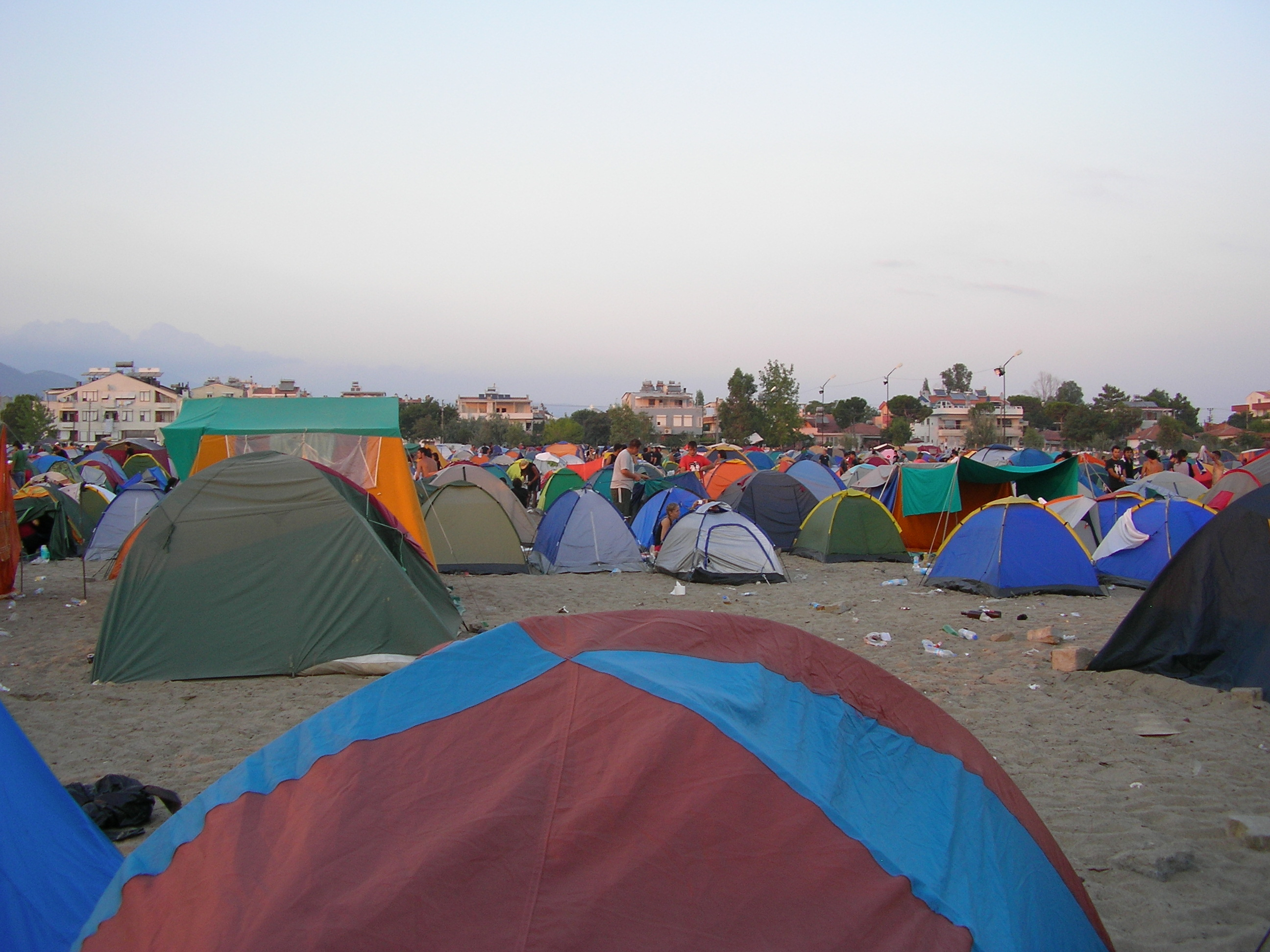
Một khu cắm trại tại Thổ Nhỉ Kỳ

Cấm trại diễn tả một tầm mức hoạt động rộng lớn. Các người cấm trại mưu sinh (Survivalist campers) khởi hành với ít hành tranh ngoài đôi giày của họ trong khi những người du hành thưởng ngoạn bằng xe đến cấm trại với các trang bị như điện, lò nấu, và đồ đạc dụng cụ tiện nghi khác. Cấm trại có thể là cấm trại đơn giản nhưng thường thường nó được kết hợp với các hoạt động khác như đi bộ đường dài, bơi lội, và câu cá. Nó có thể được kết hợp với đi bộ đường xa như đi bộ mang trang bị sau lưng hay một loạt các lần đi bộ đường xa từ một vị trí trung tâm.
Một số người đi nghỉ ngơi trong những trại được cất sẵn (permanent camps) mà ở đó có những nhà chòi nhỏ (cabins) và các cơ ngơi tiện nghi khác như trại săn hoặc trại hè cho trẻ em. Tuy nhiên, những kỳ nghỉ trong một trại như vậy thường không được xem là "cắm trại." Từ "cắm trại" hay "cắm trại bên ngoài" cũng có thể được dùng để chỉ những người sống ngoài nhà vì túng thiếu (như trong trường hợp của những người vô gia cư) hoặc những người sắp hàng dài chờ đợi cả đêm. Tuy nhiên, hầu hết, cụm từ "cắm trại" thường được dùng cho hoạt động cắm trại ngoài trời nhằm mục đích vui chơi giải trí mà không dùng nhiều đến các tiện nghi hoặc dịch vụ cung ứng cao cấp.

## Mức độ tiện nghi
Những người cắm trại có thể chọn lựa một tầm mức rộng lớn về khả năng và độ khó khăn, và các khu cắm trại được thiết kế đúng mức độ. Nhiều khu đất trại có chỗ đặc biệt như vòng lửa trại, những giàn lửa cho nướng thịt, nhà vệ sinh và các phòng tiện nghi nhưng không phải tất cả các khu trại có những cấp độ phát triển tương tự. Các khu đất trại có thể là một mảnh đất với một bảng hiệu ghi rõ cấp độ của nó với những lối đi tráng nhựa, có cống rãnh và điện. Những người cắm trại tự nhiên tin rằng những cơ sở vật chất và tiện nghi làm mất ý nghĩa và giá trị của kinh nghiệm sống ngoài trời, nhưng những tiện nghi như vậy giúp tránh được những nguy hiểm của các hoạt động ngoài trời.
Về mặt tiện nghi cao là cắm trại bằng xe tiêu khiển (recreational vehicles - RV), đặc biệt là nhà có bánh xe. Nhiều xe tiêu khiển rất xa xỉ, gồm có hệ thống điều hòa không khí, nhà vệ sinh, bếp, phòng tắm, truyền hình vệ tinh và thậm chí có nối kết Internet. Những người cắm trại bằng xe tiêu khiển có thể chọn các loại dụng cụ này vì họ cho rằng cắm trại bằng lều thì bất tiện và khó chịu. Tại Hoa Kỳ, một số đất cắm trại có những hệ thống ống sẵn sàng cung cấp điện, nước, dịch vụ cống rãnh mà nhà lưu động có thể chỉ cần gắn vào là sử dụng được ngay. Một số người hồi hưu và những người tự làm chủ bán nhà cửa của họ và sống theo kiểu du mục trên những xe tiêu khiển của họ, thường xuyên di chuyển theo mùa.
Những ai muốn có kinh nghiệm tự nhiên ngoài trời chỉ thích cắm trại bằng lều, hoặc không có chỗ trú thân gì cả ("nằm dưới sao"). Cắm trại bằng lều phổ biến là dùng xe để chuyên chở dụng cụ đến đất trại đã có sẵn (việc thực hiện như thế này được gọi là cắm trại bằng xe, tiếng Anh gọi là "Car Camping"). Các loại xe được dùng cho cắm trại còn có xe đạp đi dạo (touring bicycles), thuyền, và thậm chí máy bay thô sơ, mặc dù mang trang bị sau lưng và dùng con vật chở hàng cũng là chọn lựa phổ biến. Cắm trại bằng lều hấp dẫn những gia đình trẻ vì trẻ con có chiều hướng thích như vậy, và vì đồ dùng cắm trại cũng rẻ và đơn giản. Những chỗ cắm trại bằng lều thường có phí rẻ hơn các khu trại có đủ tiện nghi, và đa số các trại này có đường cho xe vào.

## Cắm trại lưu động
Mang trang bị trên lưng là một hình thái lưu động của cắm trại lều. Những người mang trang bị trên lưng sử dụng trang bị nhẹ mà có thể được mang đi trên những khoảng đường dài bằng chân. Họ đi bộ băng qua vùng đất, cắm trại ở những nơi xa xôi hẻo lánh, thường chọn lựa các khu cắm trại tùy ý nếu luật lệ bảo vệ nguồn tài nguyên cho phép. Trang bị để mang trên lưng thường thì mắc hơn nhiều so với cắm trại đi bằng xe, nhưng vẫn rẻ hơn nhiều so với một toa xe kéo hay nhà lưu động. Các khu trại dành cho cắm trại mang trang bị sau lưng thông thường tính phí rẻ.
Cắm trại bằng thuyền thì tương tự như cắm trại mang trang bị sau lưng nhưng sử dụng thuyền để vận chuyển; nhiều vật dụng hỗn độn và nặng nề hơn nhiều có thể được mang theo bằng thuyền hoặc thuyền kayak so với cách mang trang bị sau lưng. Cắm trại bằng thuyền rất phổ biến ở miền đông Bắc Mỹ.
Một hình thức của du lịch bằng xe đạp là kết hợp giữa cắm trại và đi xe đạp. Xe đạp được sử dụng để mang trang bị và như là phương tiện vận chuyển cơ bản cho phép thực hiện các khoảng đường xa hơn nhiều so với đi bộ mang trang bị sau lưng mặc dù nó có khả năng chứa đồ tích trữ ít hơn.
Cắm trại bằng xe gắn máy (Motorcycle camping) có thể được so sánh như cắm trại bằng xe đạp hơn là cắm trại bằng xe hơi vì khả năng chứa đồ tích trữ giới hạn của xe gắn máy. Những người cắm trại bằng xe gắn máy cũng như bằng xe đạp thường dùng những trang bị tương tự nhau như những người cắm trại mang trang bị sau lưng. Các trang bị cho họ thường thì nhỏ, gọn, không cồng kềnh và nhẹ nhàng.

## Cắm trại chuyên môn
Những người cắm trại mưu sinh (Survivalist campers) học các kỹ năng cần để tồn tại sống còn bên ngoài trong bất cứ hoàn cảnh nào. Hoạt động này có thể đòi hỏi các kỹ năng như tìm thức ăn trong rừng hoang, tự chăm sóc y tế trong lúc lâm nguy, tìm phương hướng, và khai phá...
"Cắm trại mùa đông" là kiểu cắm trại ngoài trời khi mặt đất phủ đủ nhiều tuyết. Một số người cắm trại rất thích sự thử thách mà hình thức giải trí này mang lại. Những người cắm trại và người sống ngoài trời đã tập thích ứng với hình thức cắm trại và sinh tồn của họ để thích nghi với những đêm cực kỳ lạnh và khả năng lưu động hay sơ tán hạn chế. Những phương cách sinh tồn cho cắm trại mùa đông gồm có xây lều tuyết (quinzhee) làm chỗ ở, mặc nhiều lớp quần áo, giữ người khô ráo, dùng loại túi ngủ dành cho trời lạnh, và cung cấp nhiệt năng cho cơ thể bằng các loại thức ăn thích hợp.
Cắm trại lao động (Workamping) cho phép những người cắm trại đổi công sức lao động của họ để được quyền sử dụng một khu đất trại miễn phí, và đôi khi còn để được sử dụng một số tiện ích hay được trả một phần tiền công.

## Trang bị cắm trại
Trang bị cắm trại lều phổ biến bao gồm:
- Một cái lều cắm trại hoặc một tấm bạt trải để che mưa nắng khác
- Một cái túi ngủ để giữ ấm
- Một cái tấm chiếu (tấm trải) hoặc nệm hơi thường được lót phía dưới túi ngủ để cho êm cũng như cách nhiệt với mặt đất
- Một cái bếp gas mini gọn nhẹ để chuẩn bị các buổi ăn nóng hoặc nước nấu phòng khi những nơi cấm không cho đốt lửa trại hoặc không có chỗ để nấu ăn
- Một đèn măng xông hay đèn pin
- Một cái rìu nhỏ, búa hoặc cưa để cắt củi đốt (nơi cho phép) hoặc để làm các đồ dùng cho trại
- Nhiều loại và nhiều khổ dây thừng và vải nhựa để căng dây phơi quần áo, dựng chỗ che khu ăn uống, và nhiều mục đích khác.
- Túi cứu thương.
- La bàn, điện thoại, bộ đàm đề phòng trường hợp bị lạc.
- Một thùng đựng để cất đủ thứ vật dụng làm bếp của trại.

Một số người cắm trại có thể làm đồ ăn bằng cách nấu trong một lửa trại, đôi khi dùng một dụng cụ được gọi là nồi treo. Nhiều trang bị và dụng cụ còn lại cần thiết cho cắm trại thì nói chung là có sẵn tại nhà như đĩa, nồi, chảo. Danh sách những gì cần mang theo có trong nhiều sách hoặc trang web về cắm trại.